# Oskarströms BK
Oskarströms BK är en av Sveriges sydligaste bandyklubbar. A-lag spelar sina matcher i Division 2 på Oskarströms IP.